# System ligowy piłki nożnej w Polsce
Tworzenie systemu rozgrywek piłki nożnej w Polsce (początkowo wyłącznie męskich) zostało zapoczątkowane w grudniu 1919, podczas Zgromadzenia Założycielskiego Polskiego Związku Piłki Nożnej. Na przestrzeni lat ulegał on licznym zmianom, zarówno pod względem hierarchiczności, nazewnictwa, jak i zasięgu terytorialnego.

## Aktualny
25 września 2006 Zarząd Polskiego Związku Piłki Nożnej przyjął projekt reformy systemu męskich ligowych rozgrywek piłkarskich w Polsce, który 7 stycznia 2007 został zatwierdzony uchwałą delegatów podczas Walnego Zgromadzenia PZPN i zaczął obowiązywać począwszy od sezonu 2008/2009.
Od lipca 2008 rozgrywki centralne obejmują cztery – a nie trzy, jak wcześniej – poziomy ligowe: Ekstraklasę, I ligę, II ligę oraz III ligę. Pozostałe szczeble mają charakter regionalny (wojewódzki) lub lokalny i różnią się od siebie w różnych częściach kraju, co jest spowodowane suwerennością poszczególnych wojewódzkich Związków Piłki Nożnej w zakresie prowadzenia rozgrywek od piątego poziomu hierarchicznego „w dół”.
Tabela przedstawia stan poszczególnych klas rozgrywkowych w sezonie 2025/2026.
| Poziom | Nazwa szczebla rozgrywkowego | Nazwa szczebla rozgrywkowego | Nazwa szczebla rozgrywkowego | Nazwa szczebla rozgrywkowego | Nazwa szczebla rozgrywkowego | Nazwa szczebla rozgrywkowego | Nazwa szczebla rozgrywkowego | Nazwa szczebla rozgrywkowego |
| ------ | --- | --- | --- | --- | --- | --- | --- | --- |
| 1      | Ekstraklasa (18 drużyn) ↓ 3 drużyny | Ekstraklasa (18 drużyn) ↓ 3 drużyny | Ekstraklasa (18 drużyn) ↓ 3 drużyny | Ekstraklasa (18 drużyn) ↓ 3 drużyny | Ekstraklasa (18 drużyn) ↓ 3 drużyny | Ekstraklasa (18 drużyn) ↓ 3 drużyny | Ekstraklasa (18 drużyn) ↓ 3 drużyny | Ekstraklasa (18 drużyn) ↓ 3 drużyny |
| 2      | I liga (18 drużyn) ↑ 3 drużyny ↓ 3 drużyny | I liga (18 drużyn) ↑ 3 drużyny ↓ 3 drużyny | I liga (18 drużyn) ↑ 3 drużyny ↓ 3 drużyny | I liga (18 drużyn) ↑ 3 drużyny ↓ 3 drużyny | I liga (18 drużyn) ↑ 3 drużyny ↓ 3 drużyny | I liga (18 drużyn) ↑ 3 drużyny ↓ 3 drużyny | I liga (18 drużyn) ↑ 3 drużyny ↓ 3 drużyny | I liga (18 drużyn) ↑ 3 drużyny ↓ 3 drużyny |
| 3      | II liga (18 drużyn) ↑ 3 drużyny ↓ 4 drużyny | II liga (18 drużyn) ↑ 3 drużyny ↓ 4 drużyny | II liga (18 drużyn) ↑ 3 drużyny ↓ 4 drużyny | II liga (18 drużyn) ↑ 3 drużyny ↓ 4 drużyny | II liga (18 drużyn) ↑ 3 drużyny ↓ 4 drużyny                                                                                                   | II liga (18 drużyn) ↑ 3 drużyny ↓ 4 drużyny | II liga (18 drużyn) ↑ 3 drużyny ↓ 4 drużyny | II liga (18 drużyn) ↑ 3 drużyny ↓ 4 drużyny |
| 4      | III liga 4 grupy (72 drużyny) | III liga 4 grupy (72 drużyny) | III liga 4 grupy (72 drużyny) | III liga 4 grupy (72 drużyny) | III liga 4 grupy (72 drużyny) | III liga 4 grupy (72 drużyny) | III liga 4 grupy (72 drużyny) | III liga 4 grupy (72 drużyny) |
| 4      | gr. II - północno-zachodnia (18) ↑ 1 drużyna | gr. II - północno-zachodnia (18) ↑ 1 drużyna | gr. III - południowo-zachodnia (18) ↑ 1 drużyna | gr. III - południowo-zachodnia (18) ↑ 1 drużyna | gr. I - północno-wschodnia (18) ↑ 1 drużyna                                                                                                   | gr. I - północno-wschodnia (18) ↑ 1 drużyna | gr. IV - południowo-wschodnia (18) ↑ 1 drużyna | gr. IV - południowo-wschodnia (18) ↑ 1 drużyna |
| 5      | IV liga 16 grup (283 drużyny) | IV liga 16 grup (283 drużyny) | IV liga 16 grup (283 drużyny) | IV liga 16 grup (283 drużyny) | IV liga 16 grup (283 drużyny) | IV liga 16 grup (283 drużyny) | IV liga 16 grup (283 drużyny) | IV liga 16 grup (283 drużyny) |
| 5      | pomorskie 1 grupa | kujawsko-pomorskie 1 grupa | dolnośląskie 1 grupa | opolskie 1 grupa | podlaskie 1 grupa | łódzkie 1 grupa | małopolskie 1 grupa | lubelskie 1 grupa |
| 5      | pomorska (18) | kujawsko-pomorska (18) | dolnośląska (18) | opolska (14) | podlaska (18) | łódzka (18) | małopolska (19) | lubelska (16) |
| 5      | zachodniopomorskie 1 grupa | wielkopolskie 1 grupa | lubuskie 1 grupa | śląskie 1 grupa | warmińsko-mazurskie 1 grupa | mazowieckie 1 grupa | świętokrzyskie 1 grupa | podkarpackie 1 grupa |
| 5      | zachodniopomorska (18) | wielkopolska (18) | lubuska (18) | śląska (18) | warmińsko-mazurska (16) | mazowiecka (18) | świętokrzyska (18) | podkarpacka (18) |
| 6      | Klasa okręgowa (w 12 województwach) albo V liga (w 4 województwach - mazowieckim, małopolskim, śląskim i wielkopolskim) 43 grupy (685 drużyn)                             | Klasa okręgowa (w 12 województwach) albo V liga (w 4 województwach - mazowieckim, małopolskim, śląskim i wielkopolskim) 43 grupy (685 drużyn)                                                                       | Klasa okręgowa (w 12 województwach) albo V liga (w 4 województwach - mazowieckim, małopolskim, śląskim i wielkopolskim) 43 grupy (685 drużyn) | Klasa okręgowa (w 12 województwach) albo V liga (w 4 województwach - mazowieckim, małopolskim, śląskim i wielkopolskim) 43 grupy (685 drużyn)                                   | Klasa okręgowa (w 12 województwach) albo V liga (w 4 województwach - mazowieckim, małopolskim, śląskim i wielkopolskim) 43 grupy (685 drużyn) | Klasa okręgowa (w 12 województwach) albo V liga (w 4 województwach - mazowieckim, małopolskim, śląskim i wielkopolskim) 43 grupy (685 drużyn)                                    | Klasa okręgowa (w 12 województwach) albo V liga (w 4 województwach - mazowieckim, małopolskim, śląskim i wielkopolskim) 43 grupy (685 drużyn) | Klasa okręgowa (w 12 województwach) albo V liga (w 4 województwach - mazowieckim, małopolskim, śląskim i wielkopolskim) 43 grupy (685 drużyn) |
| 6      | pomorskie 3 grupy | kujawsko-pomorskie 2 grupy | dolnośląskie 4 grupy | opolskie 2 grupy | podlaskie 1 grupa | łódzkie 4 grupy | małopolskie 2 grupy | lubelskie 4 grupy |
| 6      | gdańska I (16) gdańska II (16) słupska (15) | kujawsko-pomorska I (16) kujawsko-pomorska II (16) | jeleniogórska (16) legnicka (16) wałbrzyska (16) wrocławska (16) | opolska I (16) opolska II (16) | podlaska (16) | łódzka (15) piotrkowska (16) sieradzka (16) skierniewicka (16) | małopolska wschód (16) małopolska zachód (16) | bialskopodlaska (16) chełmska (14) lubelska (17) zamojska (16) |
| 6      | zachodniopomorskie 4 grupy | wielkopolskie 3 grupy | lubuskie 2 grupy | śląskie 2 grupy | warmińsko-mazurskie 2 grupy | mazowieckie 2 grupy | świętokrzyskie 1 grupa | podkarpackie 5 grup |
| 6      | zachodniopomorska I (16) zachodniopomorska II (16) zachodniopomorska III (16) zachodniopomorska IV (16)                                                                   | wielkopolska I (16) wielkopolska II (17) wielkopolska III (16) | gorzowska (16) zielonogórska (16) | śląska I (16) śląska II (16) | warmińsko-mazurska I (16) warmińsko-mazurska II (16)                                                                                          | mazowiecka I (16) mazowiecka II (16) | świętokrzyska (16) | dębicka (16) jarosławska (16) krośnieńska (16) rzeszowska (16) stalowowolska (15) |
| 7      | Klasa A (w 12 województwach) albo Klasa Okręgowa (w 4 województwach - mazowieckim, małopolskim, śląskim i wielkopolskim) 106 grup                                         | Klasa A (w 12 województwach) albo Klasa Okręgowa (w 4 województwach - mazowieckim, małopolskim, śląskim i wielkopolskim) 106 grup                                                                                   | Klasa A (w 12 województwach) albo Klasa Okręgowa (w 4 województwach - mazowieckim, małopolskim, śląskim i wielkopolskim) 106 grup | Klasa A (w 12 województwach) albo Klasa Okręgowa (w 4 województwach - mazowieckim, małopolskim, śląskim i wielkopolskim) 106 grup                                               | Klasa A (w 12 województwach) albo Klasa Okręgowa (w 4 województwach - mazowieckim, małopolskim, śląskim i wielkopolskim) 106 grup             | Klasa A (w 12 województwach) albo Klasa Okręgowa (w 4 województwach - mazowieckim, małopolskim, śląskim i wielkopolskim) 106 grup                                                | Klasa A (w 12 województwach) albo Klasa Okręgowa (w 4 województwach - mazowieckim, małopolskim, śląskim i wielkopolskim) 106 grup | Klasa A (w 12 województwach) albo Klasa Okręgowa (w 4 województwach - mazowieckim, małopolskim, śląskim i wielkopolskim) 106 grup |
| 7      | pomorskie 6 grup | kujawsko-pomorskie 4 grupy | dolnośląskie 13 grup | opolskie 6 grup | podlaskie 3 grupy | łódzkie 8 grup | małopolskie 8 grup | lubelskie 7 grup |
| 7      | gdańska I gdańska II gdańska III gdańska IV (Malbork) słupska I słupska II                                                                                                | bydgoska I bydgoska II toruńska włocławska | jeleniogórska I jeleniogórska II jeleniogórska III legnicka I legnicka II legnicka III wałbrzyska I wałbrzyska II wałbrzyska III wrocławska I wrocławska II wrocławska III wrocławska IV | opolska I opolska II opolska III opolska IV opolska V opolska VI | podlaska I podlaska II podlaska III | łódzka I łódzka II łódzka III łódzka IV łódzka V łódzka VI łódzka VII łódzka VIII                                                                                                | krakowska I I krakowska III nowosądecka I (Nowy Sącz-Gorlice) nowosądecka II (Limanowa-Podhale) tarnowska I tarnowska II wadowicka | bialskopodlaska I bialskopodlaska II chełmska lubelska I lubelska II lubelska III zamojska |
| 7      | zachodniopomorskie 8 grup | wielkopolskie 6 grup | lubuskie 5 grup | śląskie 6 grup | warmińsko-mazurskie 4 grupy | mazowieckie 6 grup | świętokrzyskie 3 grupy | podkarpackie 13 grup |
| 7      | zachodniopomorska I zachodniopomorska II zachodniopomorska III zachodniopomorska IV zachodniopomorska V zachodniopomorska VI zachodniopomorska VII zachodniopomorska VIII | wielkopolska I wielkopolska II wielkopolska III wielkopolska IV wielkopolska V wielkopolska VI | gorzowska I gorzowska II zielonogórska I zielonogórska II zielonogórska III | śląska I (Bytom-Zabrze) sląska II (Częstochowa-Lubliniec) sląska III (Racibórz-Rybnik) śląska IV (Katowice-Sosnowiec) śląska V (Bielsko-Biała-Tychy) śląska VI (Skoczów-Żywiec) | warmińsko-mazurska I warmińsko-mazurska II warmińsko-mazurska III warmińsko-mazurska IV                                                       | ciechanowsko-ostrołęcka płocka radomska siedlecka warszawska I warszawska II | Kielce I Kielce II Sandomierz | dębicka jarosławska I jarosławska II (Lubaczów) jarosławska III (Przemyśl) jarosławska IV (Przeworsk) krośnieńska I krośnieńska II krośnieńska III rzeszowska I rzeszowska II (Łańcut) rzeszowska III (Mielec) stalowowolska I stalowowolska II |
| 8      | Klasa B (w 11 województwach) albo Klasa A (w 4 województwach - mazowieckim, małopolskim, śląskim i wielkopolskim) 168 grup                                                | Klasa B (w 11 województwach) albo Klasa A (w 4 województwach - mazowieckim, małopolskim, śląskim i wielkopolskim) 168 grup                                                                                          | Klasa B (w 11 województwach) albo Klasa A (w 4 województwach - mazowieckim, małopolskim, śląskim i wielkopolskim) 168 grup | Klasa B (w 11 województwach) albo Klasa A (w 4 województwach - mazowieckim, małopolskim, śląskim i wielkopolskim) 168 grup                                                      | Klasa B (w 11 województwach) albo Klasa A (w 4 województwach - mazowieckim, małopolskim, śląskim i wielkopolskim) 168 grup                    | Klasa B (w 11 województwach) albo Klasa A (w 4 województwach - mazowieckim, małopolskim, śląskim i wielkopolskim) 168 grup                                                       | Klasa B (w 11 województwach) albo Klasa A (w 4 województwach - mazowieckim, małopolskim, śląskim i wielkopolskim) 168 grup | Klasa B (w 11 województwach) albo Klasa A (w 4 województwach - mazowieckim, małopolskim, śląskim i wielkopolskim) 168 grup |
| 8      | pomorskie 10 grup | kujawsko-pomorskie 8 grup | dolnośląskie 23 grupy | opolskie 13 grup | podlaskie | łódzkie 10 grup | małopolskie 18 grup | lubelskie 9 grup |
| 8      | gdańska I gdańska II gdańska III gdańska IV gdańska V gdańska VI gdańska VII (Malbork I) gdańska VIII (Malbork II) słupska I słupska II                                   | bydgoska I bydgoska II bydgoska III bydgoska IV bydgoska V toruńska I toruńska II włocławska | jeleniogórska I jeleniogórska II jeleniogórska III jeleniogórska IV jeleniogórska V legnicka I legnicka II legnicka III legnicka IV legnicka V wałbrzyska I wałbrzyska II wałbrzyska III wałbrzyska IV wrocławska I wrocławska II wrocławska III wrocławska IV wrocławska V wrocławska VI wrocławska VII wrocławska VIII wrocławska IX | opolska I opolska II opolska III opolska IV opolska V opolska VI opolska VII opolska VIII opolska IX opolska X opolska XI opolska XII opolska XIII                              | — | łódzka I łódzka II łódzka III łódzka IV łódzka V łódzka VI łódzka VII łódzka VIII łódzka IX łódzka X                                                                             | krakowska I krakowska II krakowska III krakowska IV (Myślenice) krakowska V (Olkusz) krakowska VI (Wieliczka) nowosądecka I (Limanowa) nowosądecka II nowosądecka III (Nowy Sącz-Gorlice) nowosądecka IV (Podhale) tarnowska I (Bochnia) tarnowska II (Brzesko) tarnowska III (Żabno) tarnowska IV wadowicka I wadowicka II (Oświęcim) wadowicka III wadowicka IV (Chrzanów) | bialskopodlaska I bialskopodlaska II chełmska lubelska I lubelska II lubelska III lubelska IV zamojska I zamojska II |
| 8      | zachodniopomorskie 8 grup | wielkopolskie 9 grup | lubuskie 9 grup | śląskie 14 grup | warmińsko-mazurskie 4 grupy | mazowieckie 9 grup | świętokrzyskie 3 grupy | podkarpackie 21 grup |
| 8      | zachodniopomorska I zachodniopomorska II zachodniopomorska III zachodniopomorska IV zachodniopomorska V zachodniopomorska VI zachodniopomorska VII zachodniopomorska VIII | wielkopolska I wielkopolska II wielkopolska III wielkopolska IV wielkopolska V wielkopolska VI wielkopolska VII wielkopolska VIII wielkopolska IX                                                                   | gorzowska I gorzowska II gorzowska III krośnieńska nowosolska świebodzińska zielonogórska żagańska żarska | bielska bytomska częstochowska I częstochowska II katowicka lubliniecka raciborska rybnicka I rybnicka II skoczowska sosnowiecka tyska zabrzańska żywiecka                      | warmińsko-mazurska I warmińsko-mazurska II warmińsko-mazurska III warmińsko-mazurska IV                                                       | ciechanowsko-ostrołęcka płocka radomska I radomska II siedlecka warszawska I warszawska II warszawska III warszawska IV                                                          | Kielce I Kielce II Sandomierz | dębicka I dębicka II jarosławska I jarosławska II (Lubaczów) jarosławska III (Przemyśl) jarosławska IV (Przeworsk) krośnieńska I krośnieńska II krośnieńska III krośnieńska IV krośnieńska V rzeszowska I rzeszowska II (Strzyżów) rzeszowska III (Łańcut I) rzeszowska IV (Łańcut II) rzeszowska V (Mielec I) rzeszowska VI (Mielec II) rzeszowska VII (Kolbuszowa) stalowowolska I stalowowolska II stalowowolska III |
| 9      | Klasa B (w województwach mazowieckim, małopolskim, śląskim i wielkopolskim) 59 grup                                                                                       | Klasa B (w województwach mazowieckim, małopolskim, śląskim i wielkopolskim) 59 grup | Klasa B (w województwach mazowieckim, małopolskim, śląskim i wielkopolskim) 59 grup | Klasa B (w województwach mazowieckim, małopolskim, śląskim i wielkopolskim) 59 grup                                                                                             | Klasa B (w województwach mazowieckim, małopolskim, śląskim i wielkopolskim) 59 grup                                                           | Klasa B (w województwach mazowieckim, małopolskim, śląskim i wielkopolskim) 59 grup                                                                                              | Klasa B (w województwach mazowieckim, małopolskim, śląskim i wielkopolskim) 59 grup | Klasa B (w województwach mazowieckim, małopolskim, śląskim i wielkopolskim) 59 grup |
| 9      | pomorskie | kujawsko-pomorskie | dolnośląskie | opolskie | podlaskie | łódzkie | małopolskie 18 grup | lubelskie |
| 9      | — | — | - | — | — | — | Chrzanów Kraków I Kraków II Kraków III Limanowa Myślenice Nowy Sącz Olkusz Oświęcim Podhale I Podhale II Tarnów I Tarnów II Tarnów III Tarnów IV Wadowice I Wadowice II Wieliczka | — |
| 9      | zachodniopomorskie | wielkopolskie 13 grup | lubuskie | śląskie 14 grup | warmińsko-mazurskie | mazowieckie 14 grup | świętokrzyskie | podkarpackie |
| 9      | — | wielkopolska I wielkopolska II wielkopolska III wielkopolska IV wielkopolska V wielkopolska VI wielkopolska VII wielkopolska VIII wielkopolska IX wielkopolska X wielkopolska XI wielkopolska XII wielkopolska XIII | — | bielska bytomska częstochowska I częstochowska II katowicka lubliniecka raciborska rybnicka I rybnicka II skoczowska sosnowiecka tyska zabrzańska żywiecka                      | — | ciechanowska ostrołęcka płocka radomska I radomska II siedlecka I siedlecka II warszawska I warszawska II warszawska III warszawska IV warszawska V warszawska VI warszawska VII | — | — |
| 10     | Klasa C (tylko w województwie śląskim) 4 grupy | Klasa C (tylko w województwie śląskim) 4 grupy | Klasa C (tylko w województwie śląskim) 4 grupy | Klasa C (tylko w województwie śląskim) 4 grupy | Klasa C (tylko w województwie śląskim) 4 grupy                                                                                                | Klasa C (tylko w województwie śląskim) 4 grupy | Klasa C (tylko w województwie śląskim) 4 grupy | Klasa C (tylko w województwie śląskim) 4 grupy |
| 10     | pomorskie | kujawsko-pomorskie | dolnośląskie | opolskie | podlaskie | łódzkie | małopolskie | lubelskie |
| 10     | — | — | - | — | — | — | — | — |
| 10     | zachodniopomorskie | wielkopolskie | lubuskie | śląskie 5 grup | warmińsko-mazurskie | mazowieckie | świętokrzyskie | podkarpackie |
| 10     | — | — | — | raciborska I raciborska II raciborska III zabrzańska | — | — | — | — |

## Historyczny
| Rozgrywki                       | Oznaczenie           | Opis |
| ------------------------------- | -------------------- | --- |
| ogólnopolskie i makroregionalne | MP                   | Mistrzostwa Polski |
| ogólnopolskie i makroregionalne | Liga, I, II, III, IV | Liga (rozgrywki ogólnopolskie lub makroregionalne) |
| ogólnopolskie i makroregionalne | III(1)               | Liga(liczba grup) |
| ogólnopolskie i makroregionalne | E(2)                 | Ekstraklasa po sezonie zasadniczym podzielona na 2 grupy ("mistrzowską i spadkową")                                                                                     |
| okręgowe                        | MO                   | Mistrzostwa Okręgów (tylko w 1946, wyłonienie klas rozgrywkowych) |
| okręgowe                        | KM, KW, KMP, KP      | Klasa: mistrzowska, wojewódzka, międzypowiatowa, powiatowa |
| okręgowe                        | MOkr                 | Liga Międzyokręgowa |
| okręgowe                        | Okr, LOkr            | Klasa Okręgowa - zwana także: klasą "M" (międzywojewódzką) lub III ligą regionalną. (rozgrywki okręgowe lub wojewódzkie), Liga Okręgowa                                 |
| okręgowe                        | Okr(5)               | Klasa Okręgowa(liczba grup) |
| okręgowe                        | V, A, B, C           | V liga, Klasa A, B, C. (rozgrywki okręgowe lub wojewódzkie) |
| okręgowe                        | C (LZS), W           | Utworzono zamkniętą klasę "C-LZS" (tylko dla zespołów LZS), prowadzoną przez Radę Wojewódzką LZS. Funkcjonowała także tzw. klasa "W" (wiejska), także dla zespołów LZS. |
| okręgowe                        | LŚ, MLS              | Liga Śląska, Mazowiecka Liga Seniorów |
| okręgowe                        | Okr(A)               | Nazwy klas lub lig w rozgrywkach okręgowych różnią się w zależności od danego okręgu.                                                                                   |

| Sezony    | I poziom ligowy | II poziom ligowy | III poziom ligowy | IV poziom ligowy | V poziom ligowy | VI poziom ligowy                               | VII poziom ligowy                              | VIII poziom ligowy                             | IX poziom ligowy                               | X poziom ligowy | Okręgi |
| --------- | --------------- | ---------------- | ----------------- | ---------------- | --------------- | ---------------------------------------------- | ---------------------------------------------- | ---------------------------------------------- | ---------------------------------------------- | --------------- | ------ |
| 1920      | MP              |                  |                   |                  |                 |                                                |                                                |                                                |                                                |                 | (3)    |
| 1921      | MP              | A                | B                 | C                |                 |                                                |                                                |                                                |                                                |                 | 5      |
| 1922      | MP              | A                | B                 | C                |                 |                                                |                                                |                                                |                                                |                 | 8      |
| 1923      | MP              | A                | B                 | C                |                 |                                                |                                                |                                                |                                                |                 | 8      |
| 1924      | (przerwa)       | A                | B                 | C                |                 |                                                |                                                |                                                |                                                |                 | 9      |
| 1925      | MP              | (przerwa)        | (przerwa)         | (przerwa)        |                 |                                                |                                                |                                                |                                                |                 | 9      |
| 1926      | MP              | A                | B                 | C                |                 |                                                |                                                |                                                |                                                |                 | 9      |
| 1927      | Liga            | A                | B                 | C                |                 |                                                |                                                |                                                |                                                |                 | 9      |
| 1928      | Liga            | A                | B                 | C                |                 |                                                |                                                |                                                |                                                |                 | 10     |
| 1929      | Liga            | A                | B                 | C                |                 |                                                |                                                |                                                |                                                |                 | 12     |
| 1930      | Liga            | A                | B                 | C                |                 |                                                |                                                |                                                |                                                |                 | 13     |
| 1931      | Liga            | A(LŚ)            | B(A)              | C(B)             | (C)             |                                                |                                                |                                                |                                                |                 | 13     |
| 1932      | Liga            | A(LŚ)            | B(A)              | C(B)             | (C)             |                                                |                                                |                                                |                                                |                 | 13     |
| 1933      | Liga            | A(LŚ)            | B(A)              | C(B)             | (C)             |                                                |                                                |                                                |                                                |                 | 13     |
| 1934      | Liga            | Okr(LŚ/A)        | A(B)              | B(C)             | C               |                                                |                                                |                                                |                                                |                 | 14     |
| 1935      | Liga            | Okr(LŚ/A)        | A(B)              | B(C)             | C               |                                                |                                                |                                                |                                                |                 | 14     |
| 1936      | Liga            | Okr(LŚ/A)        | A(B)              | B(C)             | C               |                                                |                                                |                                                |                                                |                 | 14     |
| 1936/1937 | Liga            | Okr(LŚ/A)        | A(B)              | B(C)             | C               |                                                |                                                |                                                |                                                |                 | 14     |
| 1937/1938 | Liga            | Okr(LŚ/A)        | A(B)              | B(C)             | C               |                                                |                                                |                                                |                                                |                 | 14     |
| 1938/1939 | Liga            | Okr(LŚ/A)        | A(B)              | B(C)             | C               |                                                |                                                |                                                |                                                |                 | 14     |
| 1939/1940 | Liga            | Okr(LŚ/A)        | A (B)             | B (C)            | C               | z powodu wybuchu wojny rozgrywki niedokończone | z powodu wybuchu wojny rozgrywki niedokończone | z powodu wybuchu wojny rozgrywki niedokończone | z powodu wybuchu wojny rozgrywki niedokończone |                 | 14     |
| 1946      | MP              | MO(20)           |                   |                  |                 |                                                |                                                |                                                |                                                |                 | 20     |
| 1947      | MP / El.        | A(20)            | B                 | C                |                 |                                                |                                                |                                                |                                                |                 | 20     |
| 1948      | Liga            | A(20)            | B                 | C                |                 |                                                |                                                |                                                |                                                |                 | 20     |
| 1949      | I liga          | II liga(2)       | A(20)             | B                | C               |                                                |                                                |                                                |                                                |                 | 20     |
| 1950      | I liga          | II liga(2)       | A(20)             | B                | C               |                                                |                                                |                                                |                                                |                 | 20     |
| 1951      | I liga          | II liga(4)       | 1 KW(17)          | 2 KW             | 3 KW            | 4 KW                                           |                                                |                                                |                                                |                 | 17     |
| 1952      | I liga          | II liga(4)       | 1 KW(17)          | 2 KW             | 3 KW            | 4 KW                                           |                                                |                                                |                                                |                 | 17     |
| 1953      | I liga          | II liga          | III liga(8)       | A                | B               | C(W)                                           | D(W)                                           |                                                |                                                |                 | 17     |
| 1954      | I liga          | II liga          | III liga(8)       | A                | B               | C(W)                                           | D(W)                                           |                                                |                                                |                 | 17     |
| 1955      | I liga          | II liga          | III liga(8)       | A                | B               | C(W)                                           | D(W)                                           |                                                |                                                |                 | 17     |
| 1956      | I liga          | II liga          | III liga(9)       | A                | B               | C(LZS/W)                                       | W                                              |                                                |                                                |                 | 17     |
| 1957      | I liga          | II liga(2)       | III liga(17)      | A                | B               | C(LZS/W)                                       | W                                              |                                                |                                                |                 | 17     |
| 1958      | I liga          | II liga(2)       | III liga(17)      | A                | B               | C(LZS/W)                                       | W                                              |                                                |                                                |                 | 17     |
| 1959      | I liga          | II liga(2)       | Okr               | A                | B               | C(LZS/W)                                       | W(LZS)                                         |                                                |                                                |                 | 17     |
| 1960      | I liga          | II liga(2)       | Okr               | A                | B               | C(LZS/W)                                       | W(LZS)                                         |                                                |                                                |                 | 17     |
| 1960/1961 | I liga          | II liga          | Okr               | A                | B               | C(LZS/W)                                       | W(LZS)                                         |                                                |                                                |                 | 17     |
| 1961/1962 | I liga          | II liga          | Okr               | A                | B               | C(LZS/W)                                       | (LZS/W)                                        |                                                |                                                |                 | 17     |
| 1962/1963 | I liga          | II liga          | Okr               | A                | B               | C(LZS/W)                                       | (LZS/W)                                        |                                                |                                                |                 | 17     |
| 1963/1964 | I liga          | II liga          | Okr               | A                | B               | C(LZS/W)                                       | (LZS/W)                                        |                                                |                                                |                 | 17     |
| 1964/1965 | I liga          | II ligaI         | Okr               | A                | B               | C(LZS/W)                                       | (LZS/W)                                        |                                                |                                                |                 | 17     |
| 1965/1966 | I liga          | II liga          | Okr               | A                | B               | C(LZS/W)                                       | (LZS/W)                                        |                                                |                                                |                 | 17     |
| 1966/1967 | I liga          | II liga          | III liga(4)       | Okr(A)           | A(B)            | B(C)                                           | C                                              |                                                |                                                |                 | 17     |
| 1967/1968 | I liga          | II liga          | III liga(4)       | Okr(A)           | A(B)            | B(C)                                           | C                                              |                                                |                                                |                 | 17     |
| 1968/1969 | I liga          | II liga          | III liga(4)       | Okr(A)           | A(B)            | B(C)                                           | C                                              |                                                |                                                |                 | 17     |
| 1969/1970 | I liga          | II liga          | III liga(4)       | Okr(A)           | A(B)            | B(C)                                           | C                                              |                                                |                                                |                 | 17     |
| 1970/1971 | I liga          | II liga          | III liga(4)       | Okr(A)           | A(B)            | B(C)                                           | C                                              |                                                |                                                |                 | 17     |
| 1971/1972 | I liga          | II liga          | III liga(4)       | Okr(A)           | A(B)            | B(C)                                           | C                                              |                                                |                                                |                 | 17     |
| 1972/1973 | I liga          | II liga          | III liga(4)       | Okr(A)           | A(B)            | B(C)                                           | C                                              |                                                |                                                |                 | 17     |
| 1973/1974 | I liga          | II liga(2)       | Okr(A)            | A(B)             | B(C)            | C                                              |                                                |                                                |                                                |                 | 17     |
| 1974/1975 | I liga          | II liga(2)       | KW1(A,KW)         | KW2(B,KMP)       | KW3(C,KP)       | KW4(C)                                         |                                                |                                                |                                                |                 | 17     |
| 1975/1976 | I liga          | II liga(2)       | KW1(A,KW)         | KW2(B,KMP)       | KW3(C,KP)       | KW4(C)                                         |                                                |                                                |                                                |                 | 17     |
| 1976/1977 | I liga          | II liga(2)       | III liga(8)       | A(Okr)           | B(A)            | C(B)                                           | (C)                                            |                                                |                                                |                 | 49     |
| 1977/1978 | I liga          | II liga(2)       | III liga(8)       | A(Okr)           | B(A)            | C(B)                                           | (C)                                            |                                                |                                                |                 | 49     |
| 1978/1979 | I liga          | II liga(2)       | III liga(8)       | A(Okr)           | B(A)            | C(B)                                           | (C)                                            |                                                |                                                |                 | 49     |
| 1979/1980 | I liga          | II liga(2)       | III liga(8)       | A(Okr)           | B(A)            | C(B)                                           | (C)                                            |                                                |                                                |                 | 49     |
| 1980/1981 | I liga          | II liga(2)       | III liga(4)       | Okr              | A               | B                                              | C                                              |                                                |                                                |                 | 49     |
| 1981/1982 | I liga          | II liga(2)       | III liga(4)       | Okr              | A               | B                                              | C                                              |                                                |                                                |                 | 49     |
| 1982/1983 | I liga          | II liga(2)       | III liga(8)       | Okr              | A               | B                                              | C                                              |                                                |                                                |                 | 49     |
| 1983/1984 | I liga          | II liga(2)       | III liga(8)       | Okr              | A               | B                                              | C                                              |                                                |                                                |                 | 49     |
| 1984/1985 | I liga          | II liga(2)       | III liga(8)       | Okr              | A               | B                                              | C                                              |                                                |                                                |                 | 49     |
| 1985/1986 | I liga          | II liga(2)       | III liga(8)       | Okr              | A               | B                                              | C                                              |                                                |                                                |                 | 49     |
| 1986/1987 | I liga          | II liga(2)       | III liga(8)       | Okr              | A               | B                                              | C                                              |                                                |                                                |                 | 49     |
| 1987/1988 | I liga          | II liga(2)       | III liga(8)       | Okr              | A               | B                                              | C                                              |                                                |                                                |                 | 49     |
| 1988/1989 | I liga          | II liga(2)       | III liga(8)       | Okr              | A               | B                                              | C                                              |                                                |                                                |                 | 49     |
| 1989/1990 | I liga          | II liga          | III liga(4)       | Okr              | A               | B                                              | C                                              |                                                |                                                |                 | 49     |
| 1990/1991 | I liga          | II liga          | III liga(9)       | Okr              | A               | B                                              | C                                              |                                                |                                                |                 | 49     |
| 1991/1992 | I liga          | II liga(2)       | III liga(9)       | Okr              | A               | B                                              | C                                              |                                                |                                                |                 | 49     |
| 1992/1993 | I liga          | II liga(2)       | III liga(8)       | Okr              | A               | B                                              | C                                              |                                                |                                                |                 | 49     |
| 1993/1994 | I liga          | II liga(2)       | III liga(8)       | Okr              | A               | B                                              | C                                              |                                                |                                                |                 | 49     |
| 1994/1995 | I liga          | II ligaI(2)      | III liga(8)       | Okr              | A               | B                                              | C                                              |                                                |                                                |                 | 49     |
| 1995/1996 | I liga          | II liga(2)       | III liga(8)       | Okr              | A               | B                                              | C                                              |                                                |                                                |                 | 49     |
| 1996/1997 | I liga          | II liga(2)       | III liga(8)       | IV liga(25)      | Okr             | A                                              | B                                              | C                                              |                                                |                 | 49     |
| 1997/1998 | I liga          | II liga(2)       | III liga(8)       | IV liga(22)      | Okr             | A                                              | B                                              | C                                              |                                                |                 | 49     |
| 1998/1999 | I liga          | II liga(2)       | III liga(4)       | IV liga(16)      | Okr(53)         | A                                              | B                                              | C                                              |                                                |                 | 49     |
| 1999/2000 | I liga          | II liga          | III liga(4)       | IV liga(16)      | Okr             | A                                              | B                                              | C                                              |                                                |                 | 49     |
| 2000/2001 | I liga          | II liga          | III liga(4)       | IV Okr.(21)      | Okr             | A                                              | B                                              | C                                              |                                                |                 | 16     |
| 2001/2002 | I liga(2)       | II liga          | III liga(4)       | IV Okr.(20)      | Okr             | A                                              | B                                              | C                                              |                                                |                 | 16     |
| 2002/2003 | I liga          | II liga          | III liga(4)       | IV Okr.(19)      | Okr(MLS)        | A(Okr)                                         | B(A)                                           | C(B)                                           |                                                |                 | 16     |
| 2003/2004 | I liga          | II liga          | III liga(4)       | IV Okr.(19)      | Okr(V)          | A(Okr)                                         | B(A)                                           | C(B)                                           |                                                |                 | 16     |
| 2004/2005 | I liga          | II liga          | III liga(4)       | IV Okr.(19)      | Okr(V)          | A(Okr)                                         | B(A)                                           | C(B)                                           |                                                |                 | 16     |
| 2005/2006 | I liga          | II liga          | III liga(4)       | IV Okr.(19)      | Okr(V)          | A(Okr)                                         | B(A)                                           | C(B)                                           |                                                |                 | 16     |
| 2006/2007 | I liga          | II liga          | III liga(4)       | IV Okr.(18)      | Okr(V)          | A(Okr)                                         | B(A)                                           | C(B)                                           | C                                              |                 | 16     |
| 2007/2008 | I liga          | II liga          | III liga(4)       | IV Okr.(18)      | Okr(V)          | A(Okr)                                         | B(A)                                           | C(B)                                           | C                                              |                 | 16     |
| 2008/2009 | Ekstr.          | I liga           | II liga(2)        | III liga(8)      | IV Okr.(19)     | Okr(V)                                         | A(Okr)                                         | B(A)                                           | C(B)                                           | C               | 16     |
| 2009/2010 | Ekstr.          | I liga           | II liga(2)        | III liga(8)      | IV Okr.(19)     | Okr(V)                                         | A(Okr)                                         | B(A)                                           | C(B)                                           | C               | 16     |
| 2010/2011 | Ekstr.          | I liga           | II liga(2)        | III liga(8)      | IV Okr.(19)     | Okr(V)                                         | A(Okr)                                         | B(A)                                           | C(B)                                           | C               | 16     |
| 2011/2012 | Ekstr.          | I liga           | II liga(2)        | III liga(8)      | IV Okr.(20)     | Okr(Lokr)                                      | A(Okr)                                         | B(A)                                           | C(B)                                           |                 | 16     |
| 2012/2013 | Ekstr.          | I liga           | II liga(2)        | III liga(8)      | IV Okr.(20)     | Okr(Lokr)                                      | A(Okr)                                         | B(A)                                           | C(B)                                           |                 | 16     |
| 2013/2014 | Ekstr.(2)       | I liga           | II liga(2)        | III liga(8)      | IV Okr.(20)     | Okr(Lokr)                                      | A(Okr)                                         | B(A)                                           | C(B)                                           |                 | 16     |
| 2014/2015 | Ekstr.(2)       | I liga           | II liga           | III liga(8)      | IV Okr.(20)     | Okr(Lokr)                                      | A(Okr)                                         | B(A)                                           | C(B)                                           |                 | 16     |
| 2015/2016 | Ekstr.(2)       | I liga           | II liga           | III liga(8)      | IV Okr.(20)     | Okr(Lokr)                                      | A(Okr)                                         | B(A)                                           | C(B)                                           |                 | 16     |
| 2016/2017 | Ekstr.(2)       | I liga           | II liga           | III liga(4)      | IV Okr.(21)     | Okr(Lokr)                                      | A(Okr)                                         | B(A)                                           | C(B)                                           |                 | 16     |
| 2017/2018 | Ekstr.(2)       | I liga           | II liga           | III liga(4)      | IV Okr.(21)     | Okr(Lokr)                                      | A(Okr)                                         | B(A)                                           | C(B)                                           |                 | 16     |
| 2018/2019 | Ekstr.(2)       | I liga           | II liga           | III liga(4)      | IV Okr.(20)     | Okr(MOkr)                                      | A(Okr)                                         | B(A)                                           | C(B)                                           |                 | 16     |
| 2019/2020 | Ekstr.(2)       | I liga           | II liga           | III liga(4)      | IV Okr.(20)     | Okr(V)(55)                                     | A(Okr)(127)                                    | B(A)(187)                                      | C(B)(6)                                        |                 | 16     |
| 2020/2021 | Ekstr.          | I liga           | II liga           | III liga(4)      | IV Okr.(21)     | Okr(V)(63)                                     | A(Okr)(120)                                    | B(A)(151)                                      | C(B)(15)                                       |                 | 16     |
| 2021/2022 | Ekstr.          | I liga           | II liga           | III liga(4)      | IV Okr.(20)     | Okr(V)(57)                                     | A(Okr)(132)                                    | B(A)(157)                                      | C(B)(16)                                       |                 | 16     |
| 2022/2023 | Ekstr.          | I liga           | II liga           | III liga(4)      | IV Okr.(18)     | Okr(V)(47)                                     | A(Okr)(121)                                    | B(A)(155)                                      | C(B)(46)                                       | C(1)            | 16     |
| 2023/2024 | Ekstr.          | I liga           | II liga           | III liga(4)      | IV Okr.(17)     | Okr(V)(47)                                     | A(Okr)(114)                                    | B(A)(160)                                      | C(B)(44)                                       |                 | 16     |
| 2024/2025 | Ekstr.          | I liga           | II liga           | III liga(4)      | IV Okr.(16)     | Okr(V)(43)                                     | A(Okr)(106)                                    | B(A)(165)                                      | C(B)(57)                                       | C(5)            | 16     |
| 2025/2026 | Ekstr.          | I liga           | II liga           | III liga(4)      | IV Okr.(16)     | Okr(V)(43)                                     | A(Okr)(106)                                    | B(A)(168)                                      | C(B)(59)                                       | C(4)            | 16     |